# Transfăgărășan
Transfagarasan nebo Transfăgărășan, počeštěle Transfagaraš, (název úseku je odvozen z jeho tranzitní povahy a názvu pohoří kterým tento úsek prochází – Fagaraš) je rumunský horský silniční přechod. Je součástí státní silnice s označením DN7C. Transfagarasan je dle mnoha názorů jednou z nejmalebnějších silnic na světě, v Rumunsku nazývána jako „Cesta v oblacích“ (rumunsky „Drumul din nori”). Jeden z takovýchto názorů vyslovil i Jeremy Clarkson, který silnici navštívil při natáčení jednoho z dílů známého motoristického pořadu Top Gear.

## Geografie

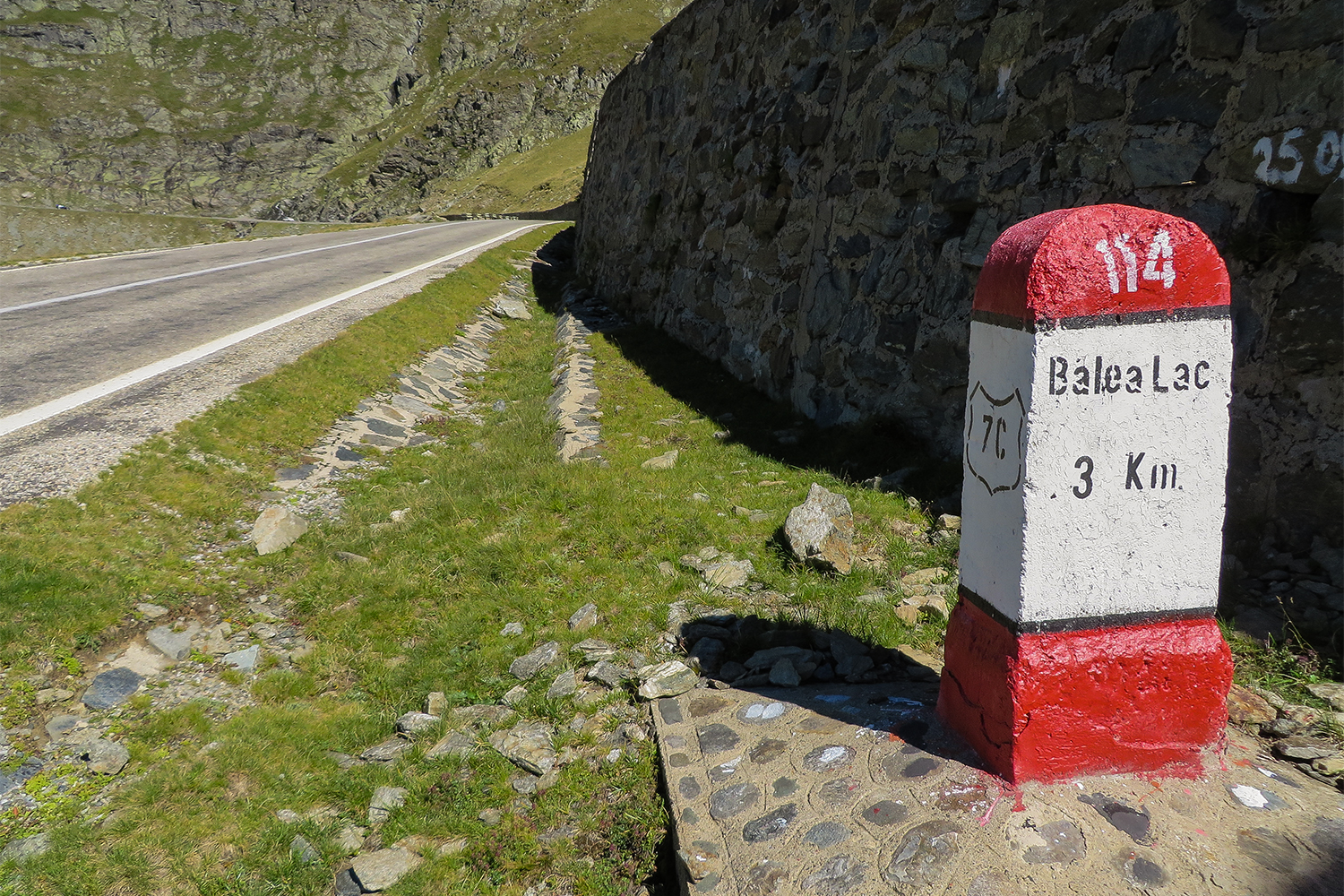
Typický patník s označením silnice 7C

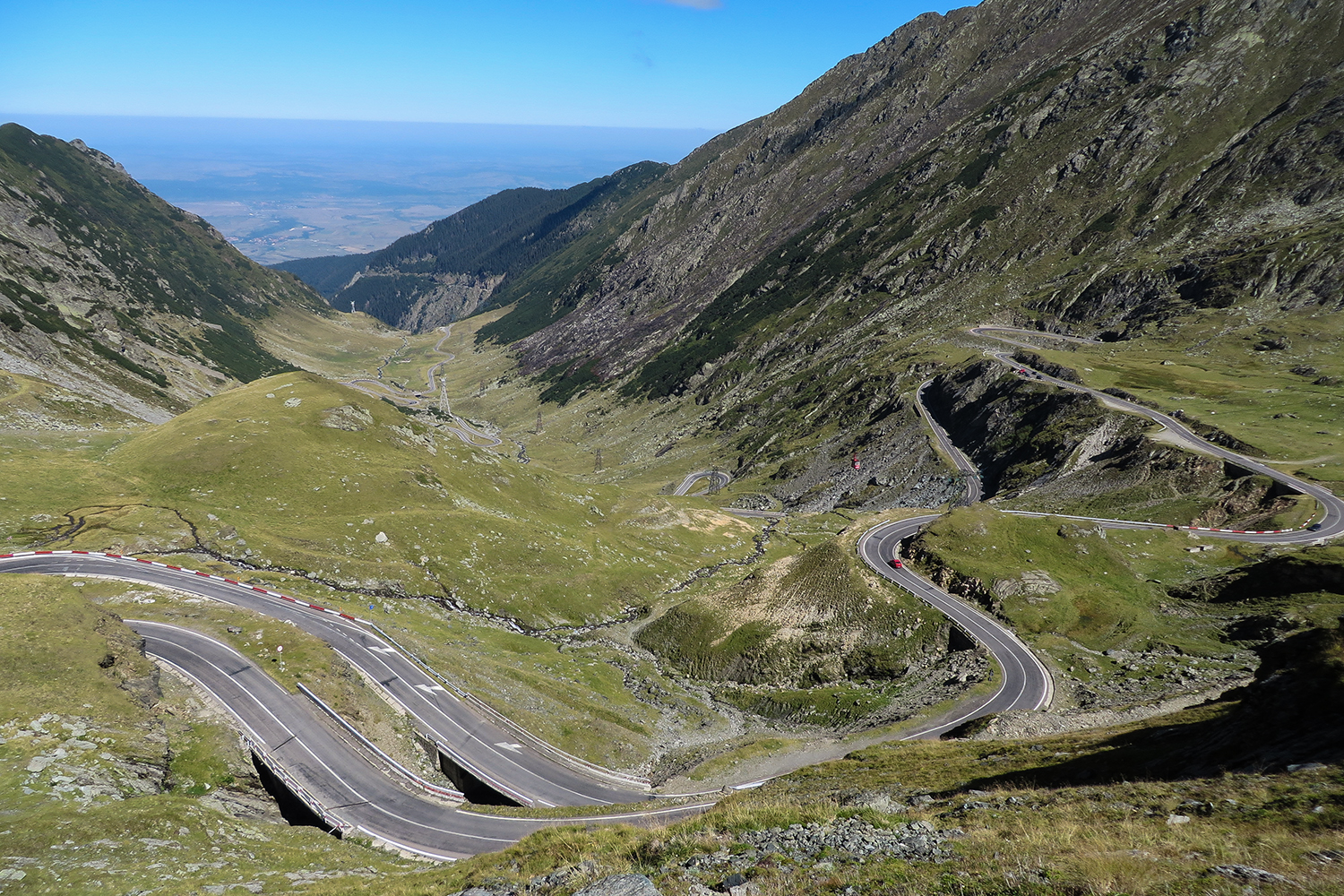
Pohled na severní stranu se sloupy lanovky

Silnice DN7C je 169 km dlouhá a spojuje rumunská města Sibiu (souřadnice GPS počátku silnice: 45°45′45″ s. š., 24°34′16″ v. d.), ležící na severním úbočí a Pitești (souřadnice GPS konce silnice: 44°49′38″ s. š., 24°54′48″ v. d.), ležící na jižním úbočí pohoří Fagaraš. Samotný úsek horského přechodu Transfagarasan je dlouhý cca 90 km a nachází se mezi obcemi Cârțișoara a Arefu, ležících u státní silnice DN7C. Tento úsek silnice prochází hranicemi provincií Transylvánie a Munténie, župami Sibiu a Argeș.
Atraktivnější úsek silnice Transfagarasan je ze severní strany, tedy od obce Cartisoara až k tunelu Baela – Capra, který leží na vrcholu tohoto silničního úseku. Tento vrchol se nachází mezi dvěma nejvyššími horami Rumunska a to horou Moldoveanu, která je nejvyšší horou Rumunska s nadmořskou výškou 2544 metrů a horou Negoiu, která je druhou nejvyšší horou Rumunska s nadmořskou výškou 2535 metrů. Severní úsek silnice prochází také nedaleko jezera ledovcového původu Balea, ležícího v nadmořské výšce 2034 metrů.
Údolím na severní straně, přímo nad silničním úsekem Transfagarasan, vede visutá kabinková lanovka, která jezdí do stanice u jezera Balea.
Jižní strana úseku Transfagarasan se nachází na druhé straně tunelu Balea (severní strana) – Capra (jižní strana), který je zároveň nejdelším tunelem v Rumunsku s délkou 887 metrů. Tunel protínající pohoří Fagaraš má výšku 4,4 metry a šířku 6 metrů. Serpentýny Transfagarašské kaskády vedou níže kolem vodopádů ležících na řece Arges, která pramení v jezeře Baela. Vodopády, které jsou velkou atrakcí turistů, jsou se svou kaskádou o výšce 68 metrů nejvyššími svého druhu v Rumunsku. Spodní úsek silnice Transfagarasan vede kolem přehrady Vidraru, ležící na zmíněné řece Arges. Přehrada byla vybudována v letech 1960–1965, kdy se po dokončení stala s vodní plochou 890 ha a objemem 465 miliónů metrů kubických pátou největší přehradou Evropy a devátou největší přehradou světa. Oblouková hráz přehrady má výšku 166 metrů a délku 305 metrů. Tloušťka hráze v dolní části je 25 metrů a v horní části pouze 6 metrů. Oblouková hráz je vklíněna mez dva skalní masivy. V blízkosti přehradní hráze se v podzemí nachází masivní vodní elektrárna s výkonem je 220 MW. Nad hrází přehrady stojí památník elektřiny, obrovská oplechovaná socha Prométhea, dílo rumunsko-řeckého sochaře Constantina Popovice.
V zimním období, obvykle od 1. listopadu do 30. června je úsek silnice Transfagarasan uzavřen pro silnou sněhovou pokrývku. I během zimních měsíců je ale možné k jezeru Balea a chatě „Balea Waterfall“ dojet zmíněnou lanovkou.

## Historie, výstavba
Plány na vybudování silnice přes pohoří Fagaraš pocházejí ze šedesátých let 20. století a vznikly při budování přehrady Vidraru. S výstavbou silnice ale nebylo započato, jelikož si Rumunsko v době výstavby přehrady nemohlo dovolit další takovýto výrazný finanční výdaj. Po okupaci Československa v roce 1968 se Nicolae Ceausescu rozhodl postavit strategickou jednoproudovou silnici přes pohoří Fagaraš, na což použil plány z dob výstavby přehrady. Práce na výstavbě jednoproudové silnice počaly v prosinci roku 1969. V roce 1971 ale Nicolae Causescu nechal původní plány pozměnit a rozhodl se na místo jednoproudové silnice, která měla sloužit hlavně pro dopravu dřeva z jihu do středu země, zde vybudovat silnici dvouproudou, kdy v obou údolích chtěl následně vybudovat zimní střediska s hotely. Takovýto projekt byl ale pro nedostatek finančních prostředků brzy zastaven a bylo pokračováno ve výstavbě projektu původního. Stavba jednoproudové silnice se proti původním plánům o jeden rok opozdila a tak byla silnice slavnostně otevřena až 20. září 1974. Slavnostnímu otevření byl přítomen i sám Ceausescu a silnice přes pohoří byla pojmenována Transfagarašan. Asi po dvou letech po slavnostním otevření jednoproudové silnice se začalo s její přestavbou a silnice jak ji známe dnes, byla dokončena v roce 1980. Stavba silnice Transfagarasan a přehrady Vidraru jsou ale spojeny se smrtí mnoha lidí. Oficiální statistiky hovoří o úmrtí 40 lidí, kteří při stavbách zemřeli, ale neoficiální statistiky hovoří o tom, že jen při stavbě přehrady zemřelo až 400 lidí.
Na silnici Transfagarasan se nachází 833 mostů, 28 viaduktů a 5 tunelů a při její stavbě bylo nutno přesunout několik miliónů tun horniny. Pro toto bylo například použito 6520 tun výbušnin, z čehož 20 tun bylo spotřebováno pro proražení tunelu Capra–Balea.

## Fotogalerie

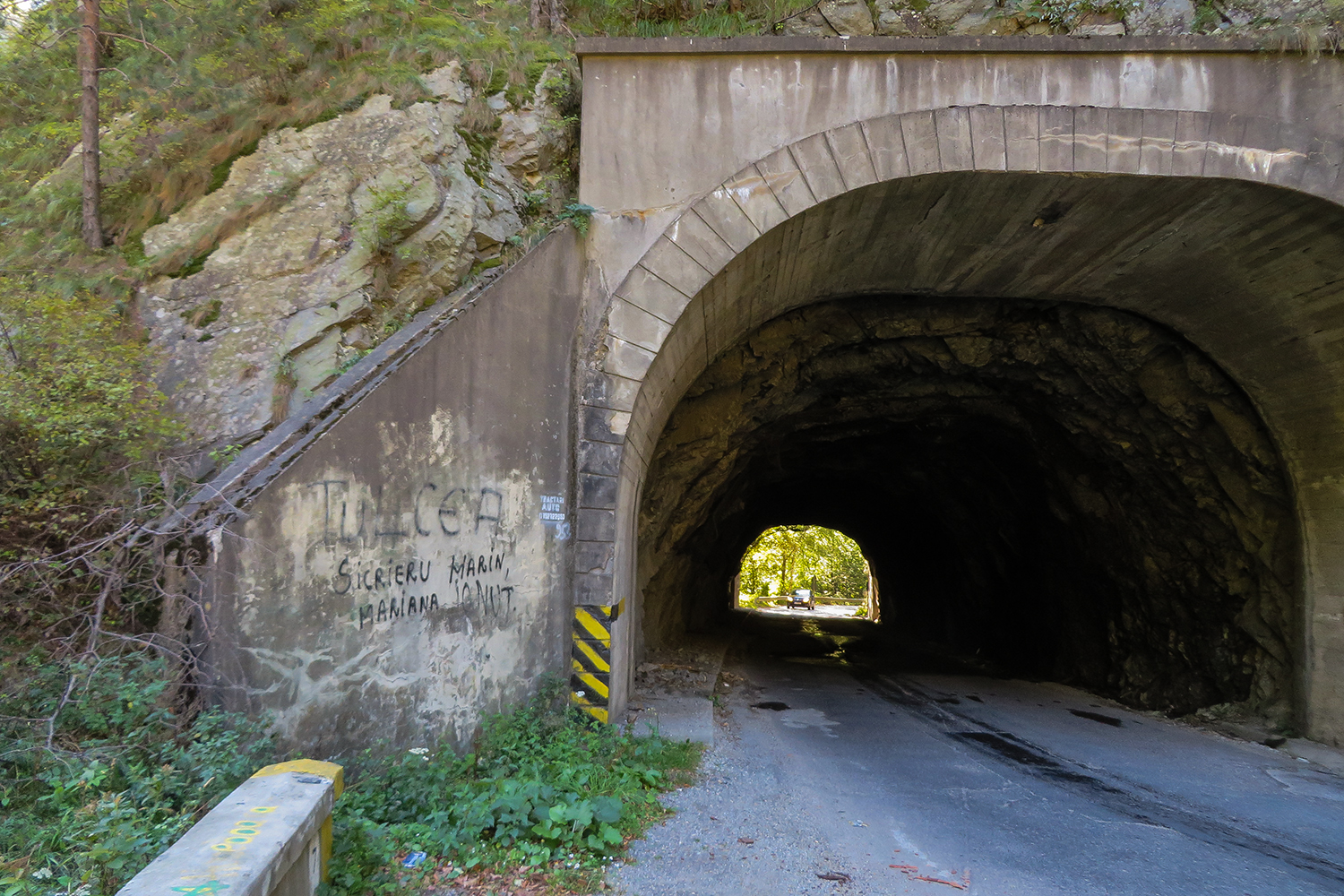
Tunel u přehrady Vidraru
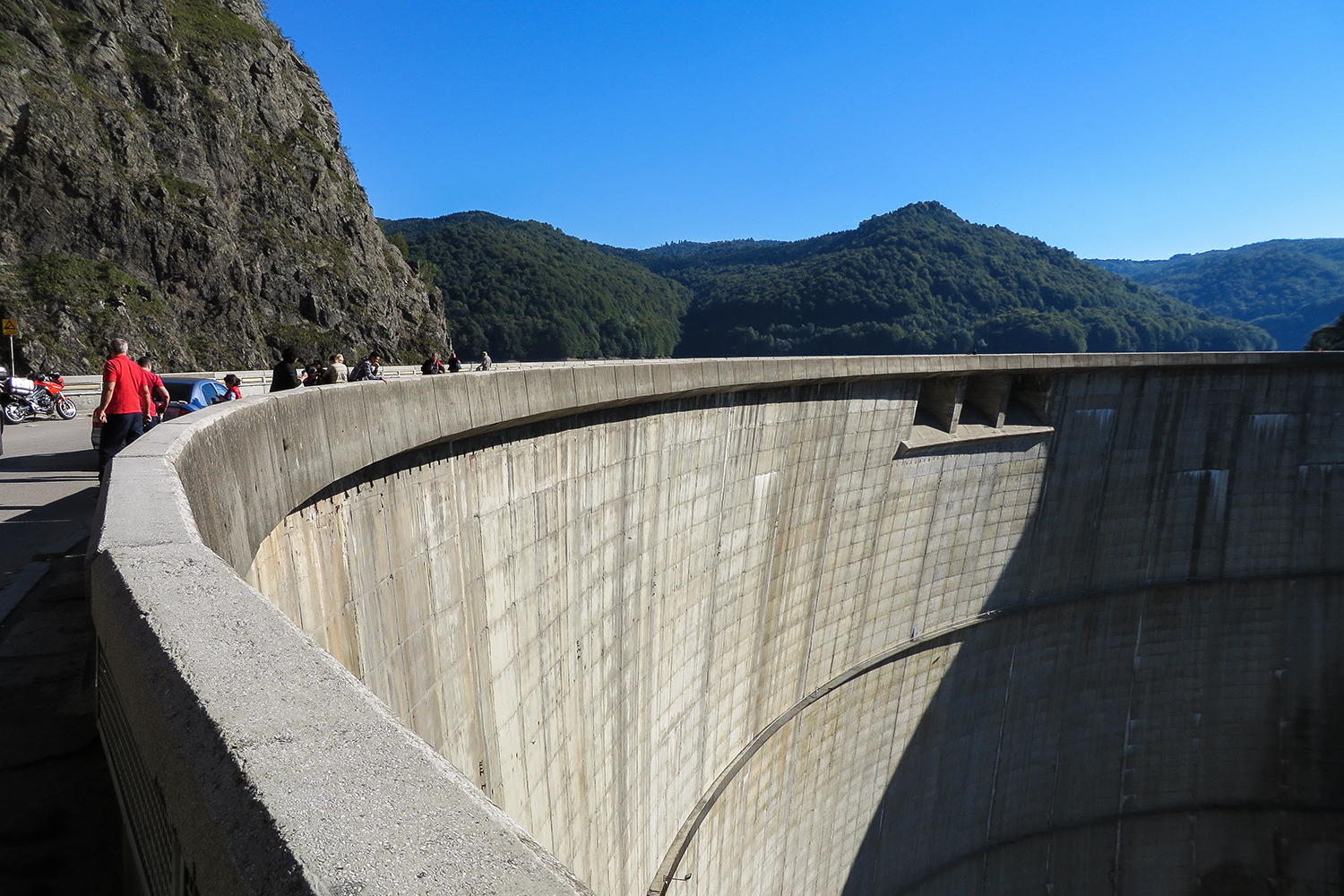
Oblouková hráz přehrady Vidraru
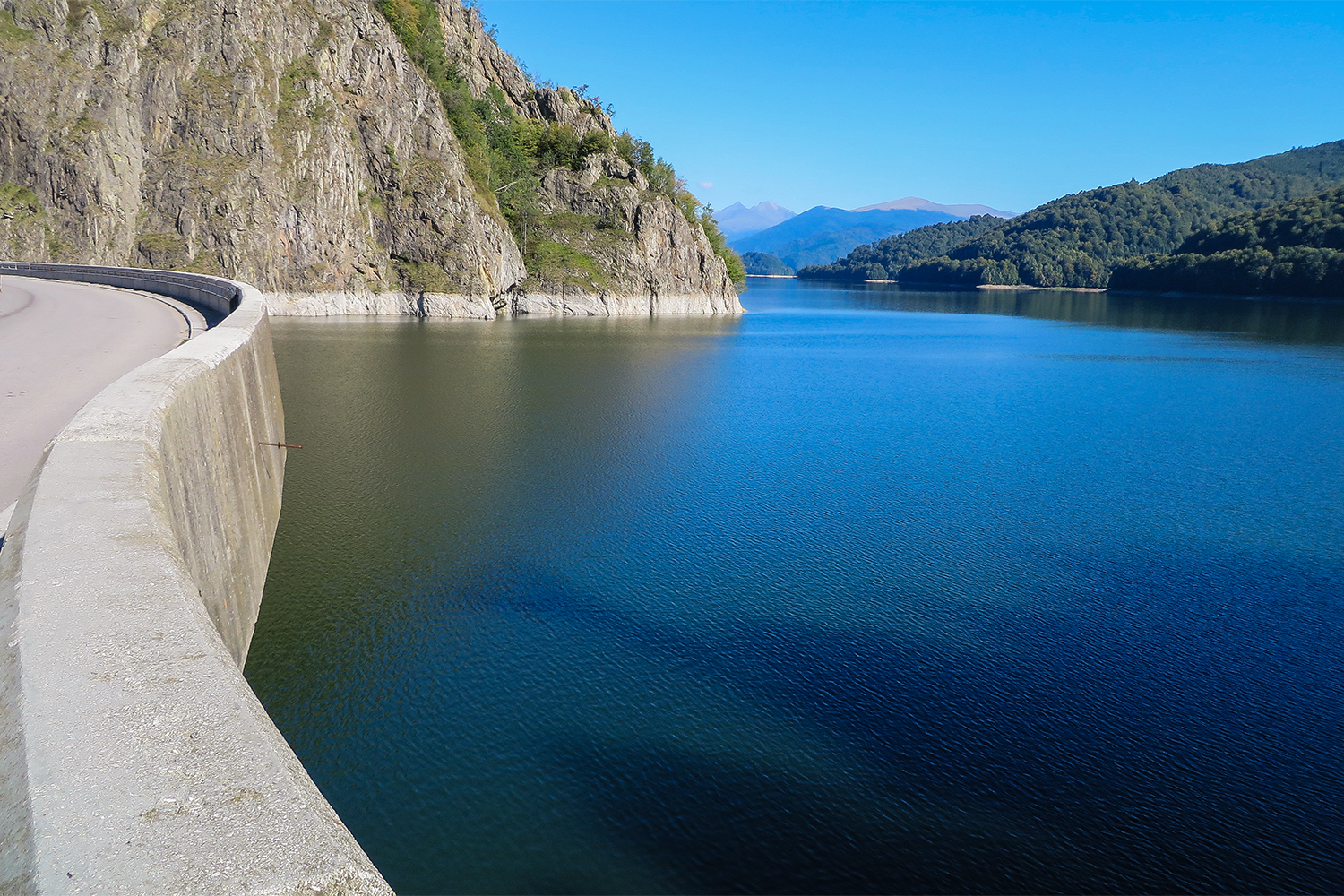
Pohled na přehradu z hráze
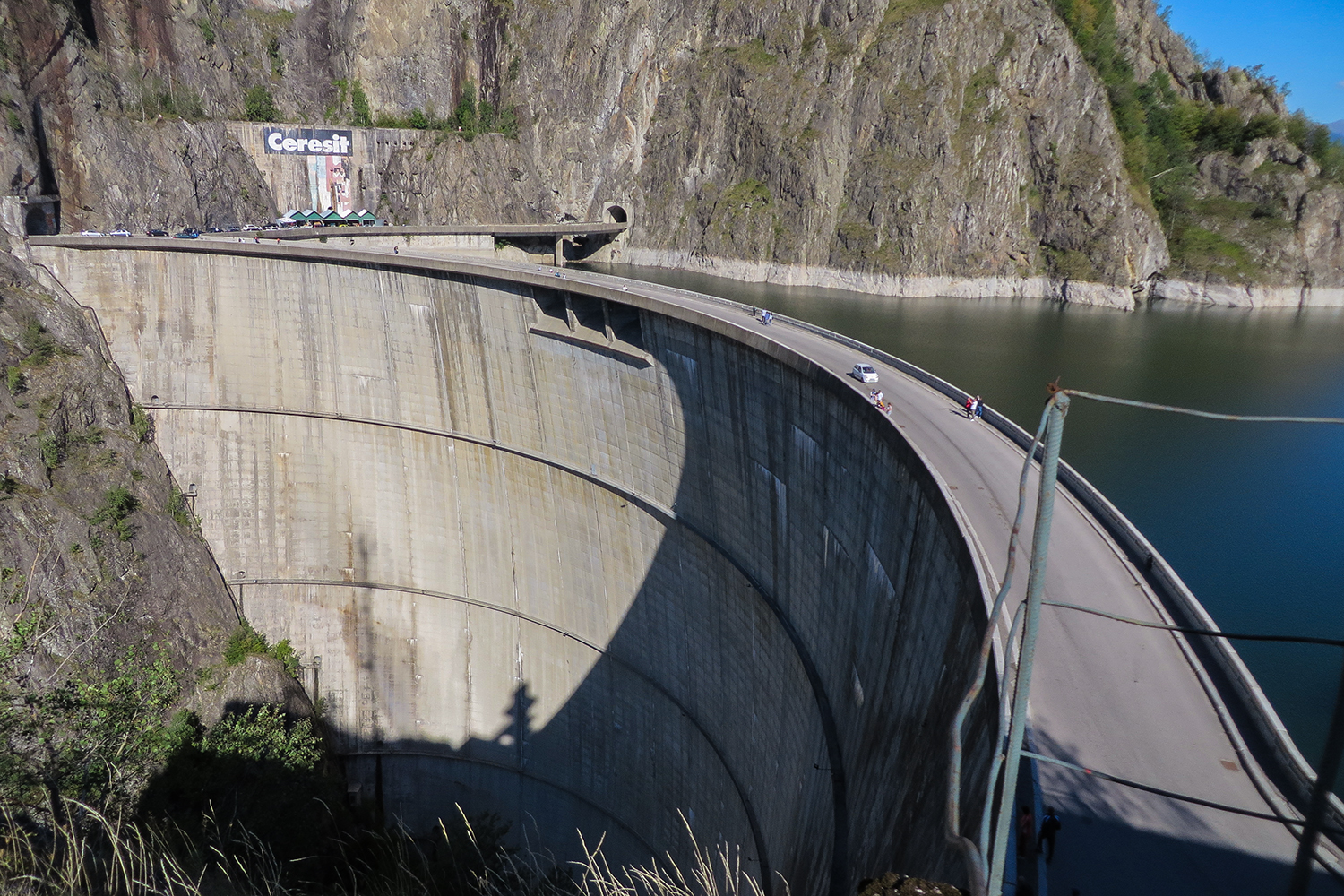
Pohled na hráz ze schodiště na vyhlídku
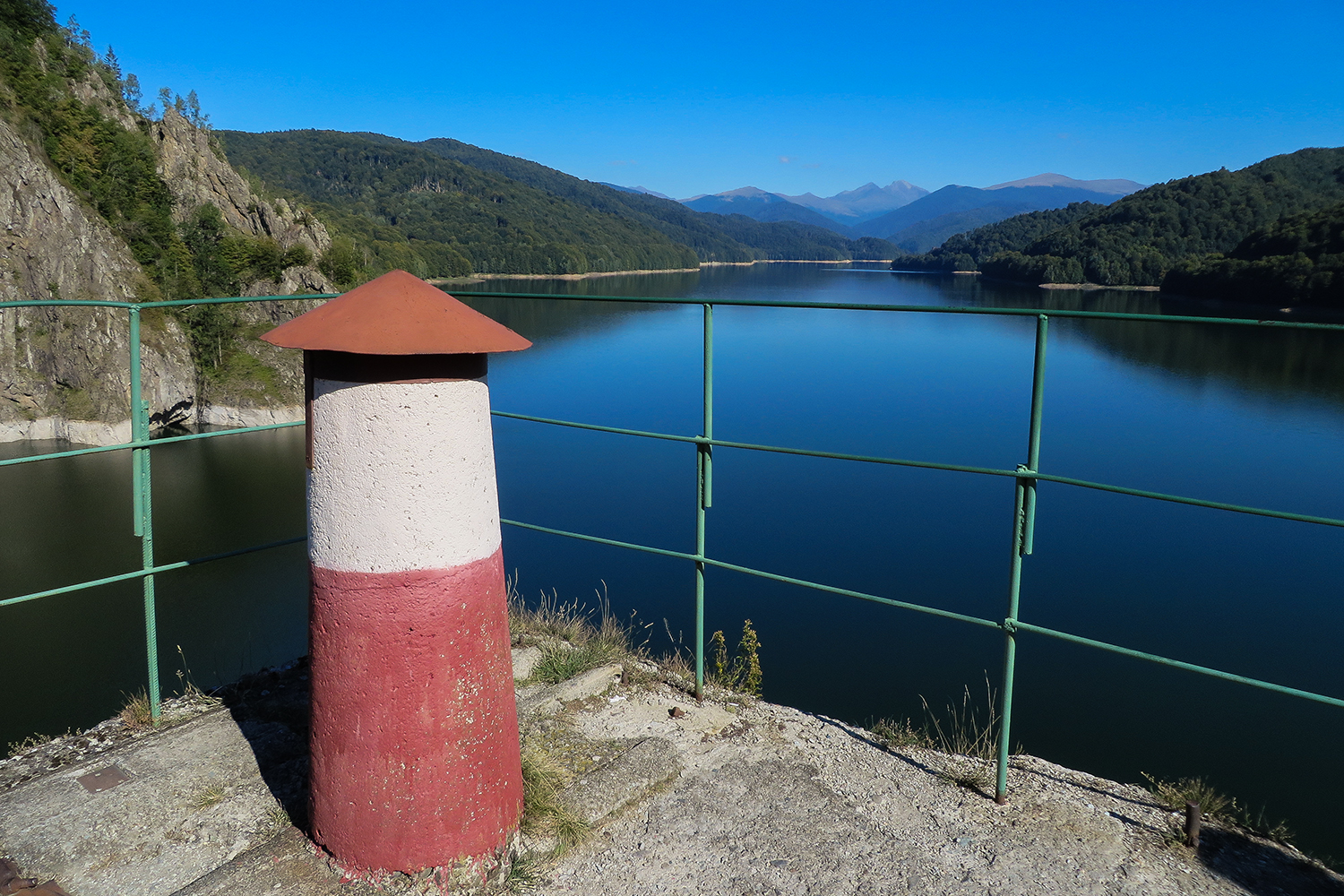
Pohled na přehradu z vyhlídky
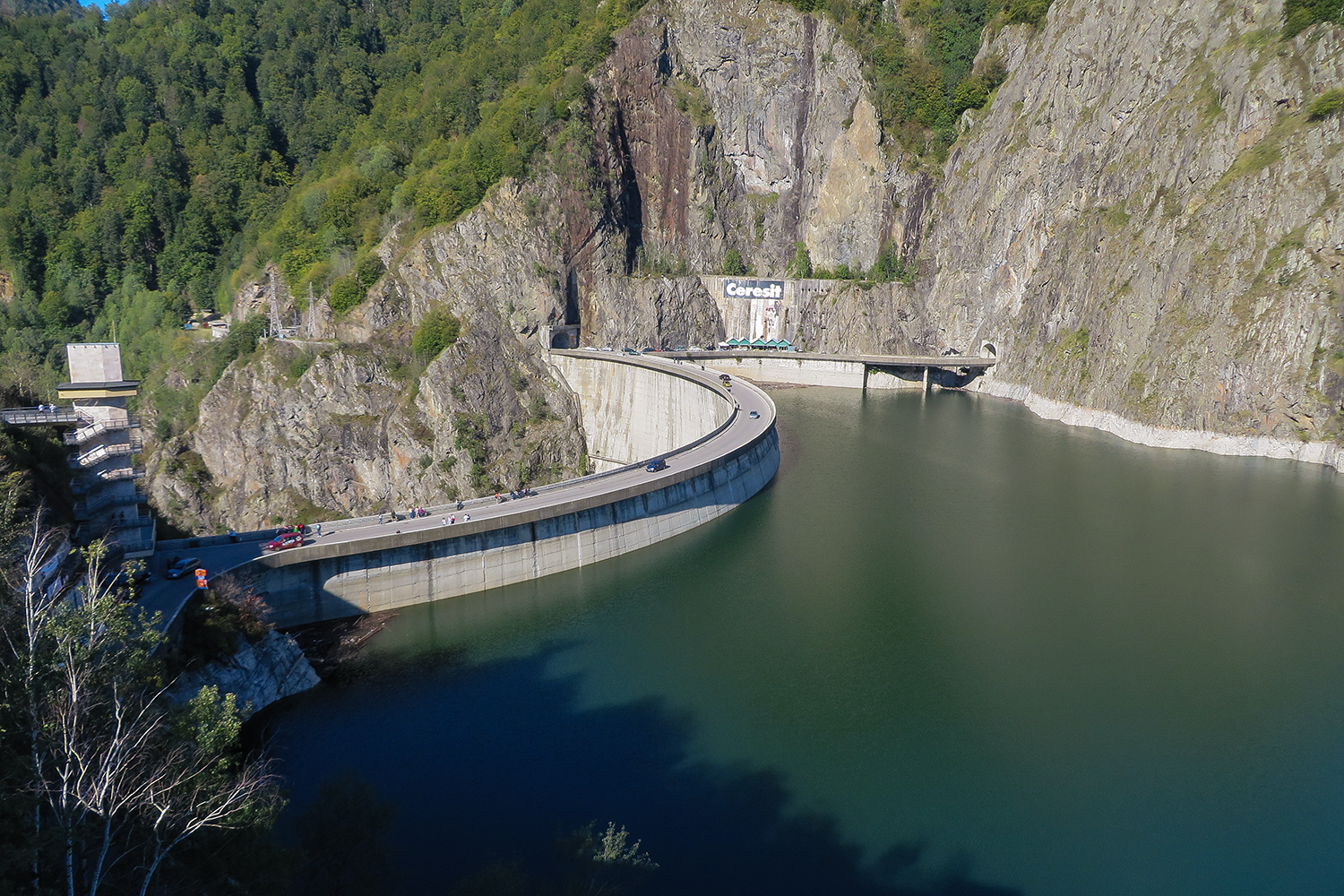
Pohled na přehradu od sochy Promethea
Socha Promethea
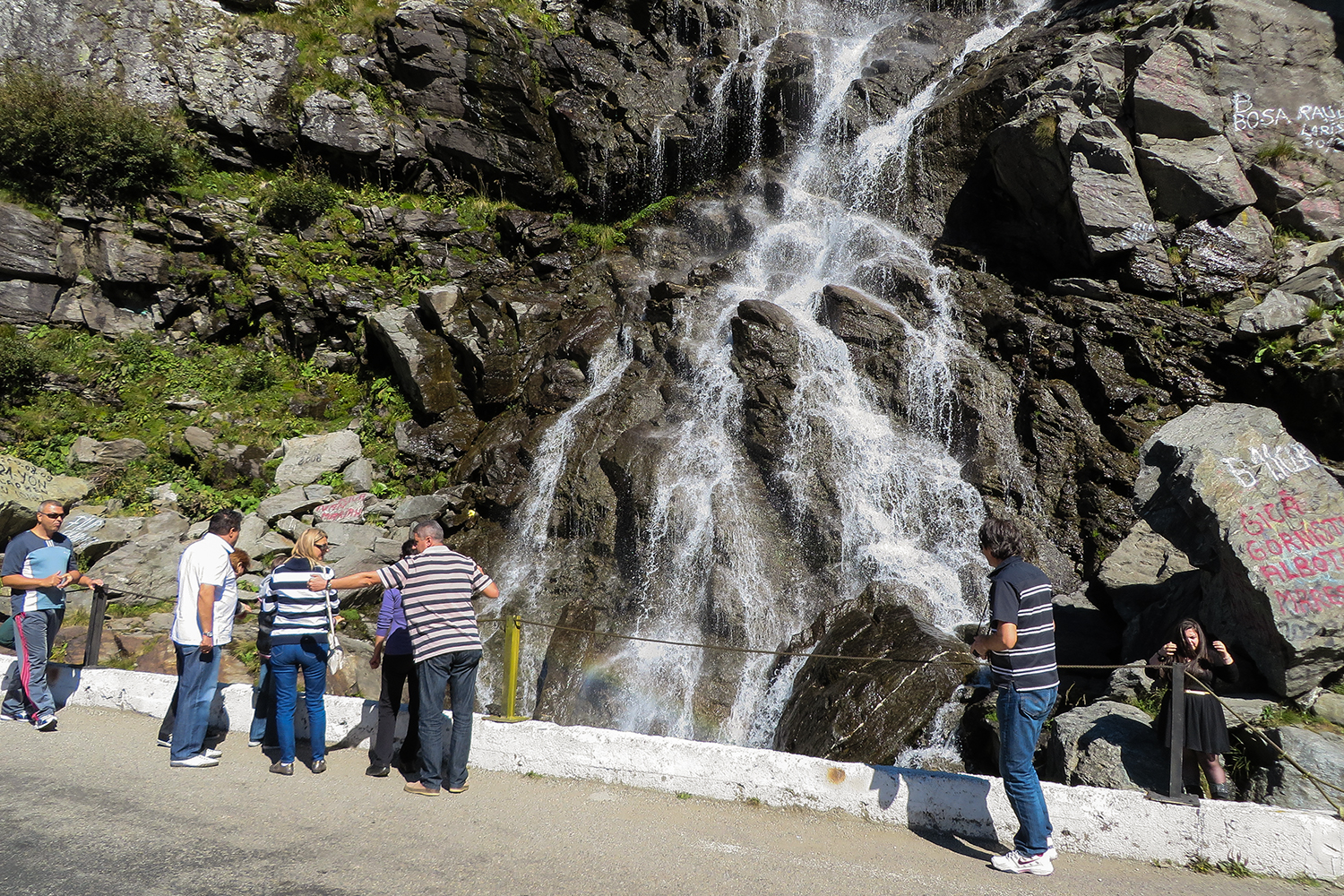
Vodopády na jižní straně
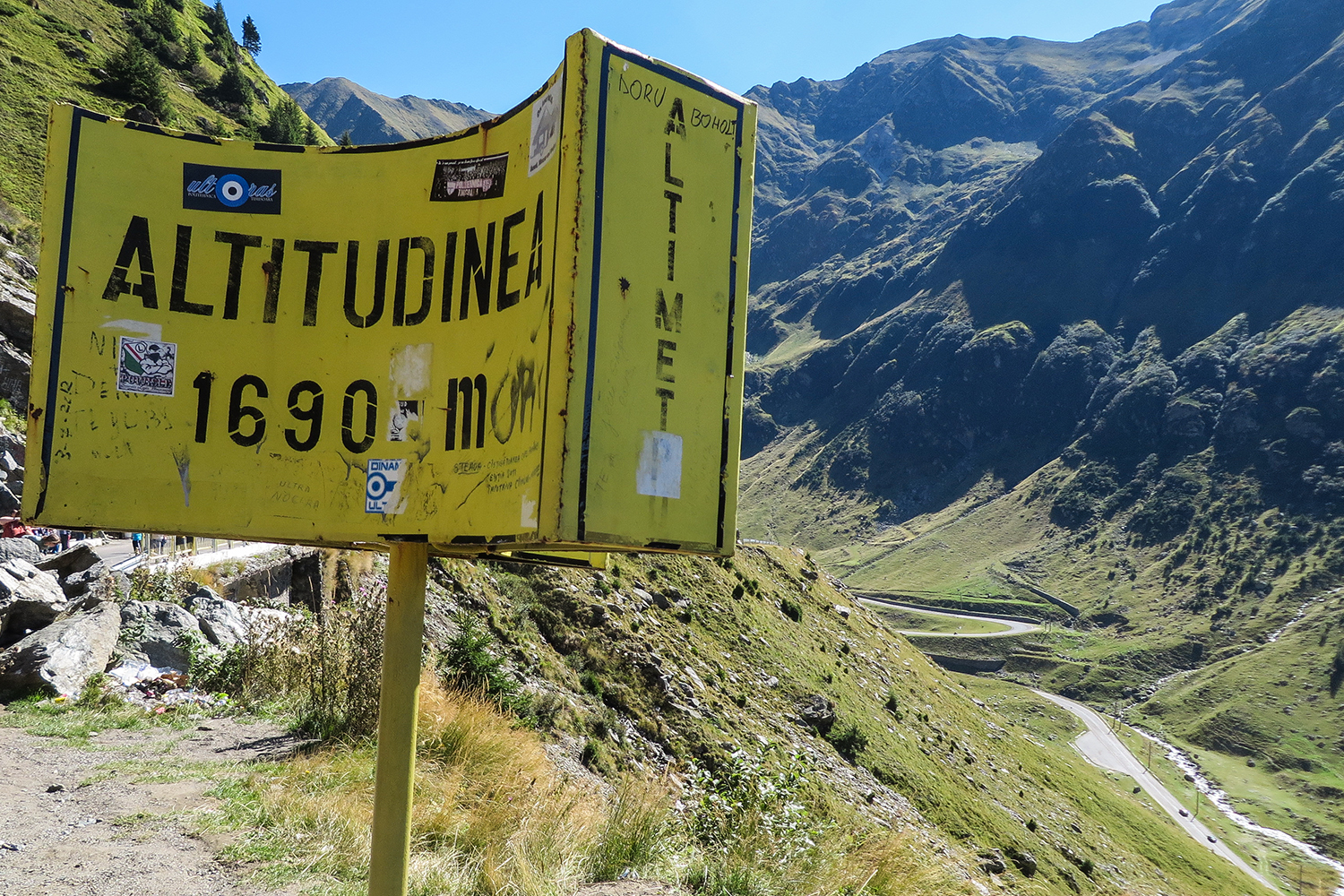
Jižní údolí
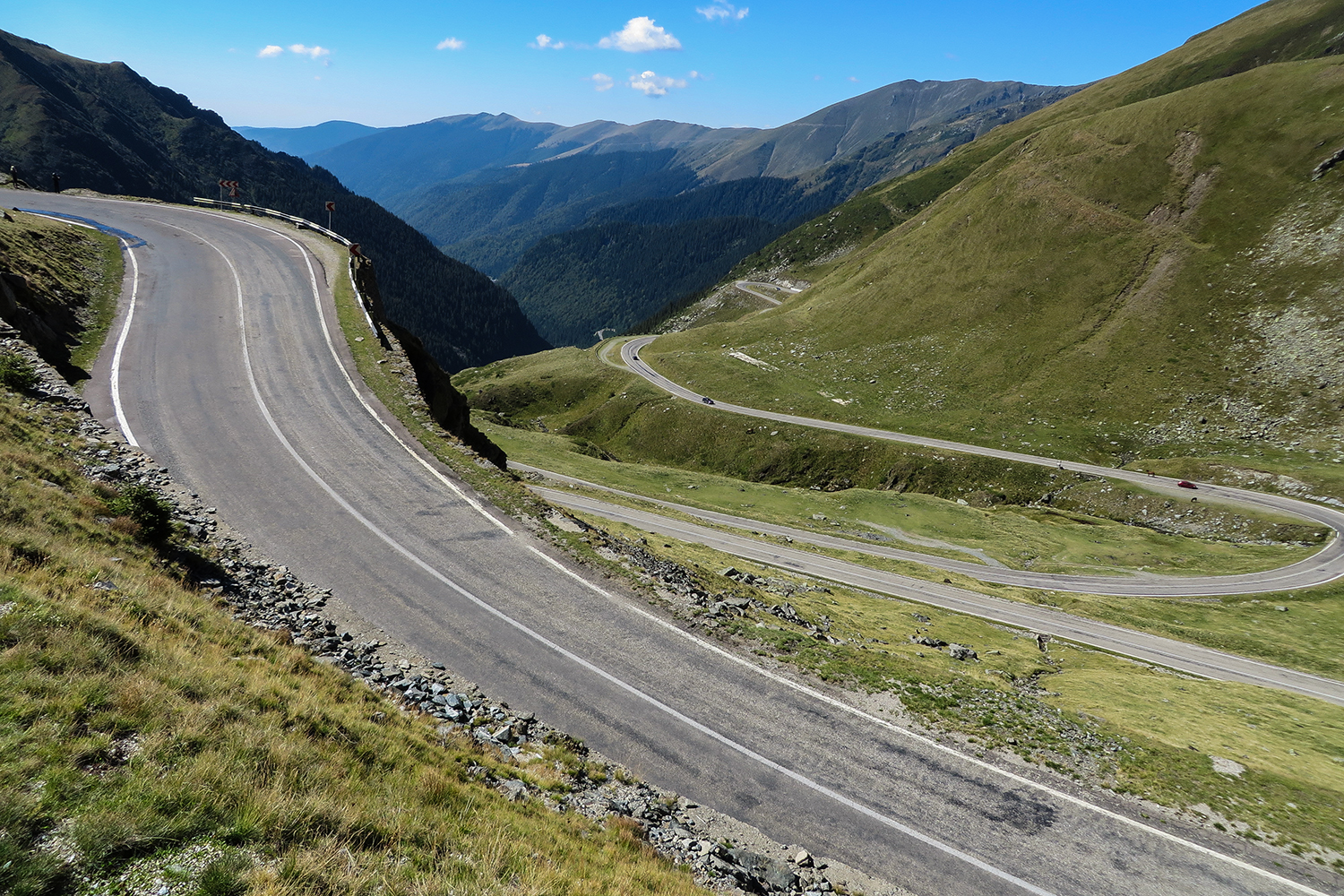
Pohled na jižní úsek
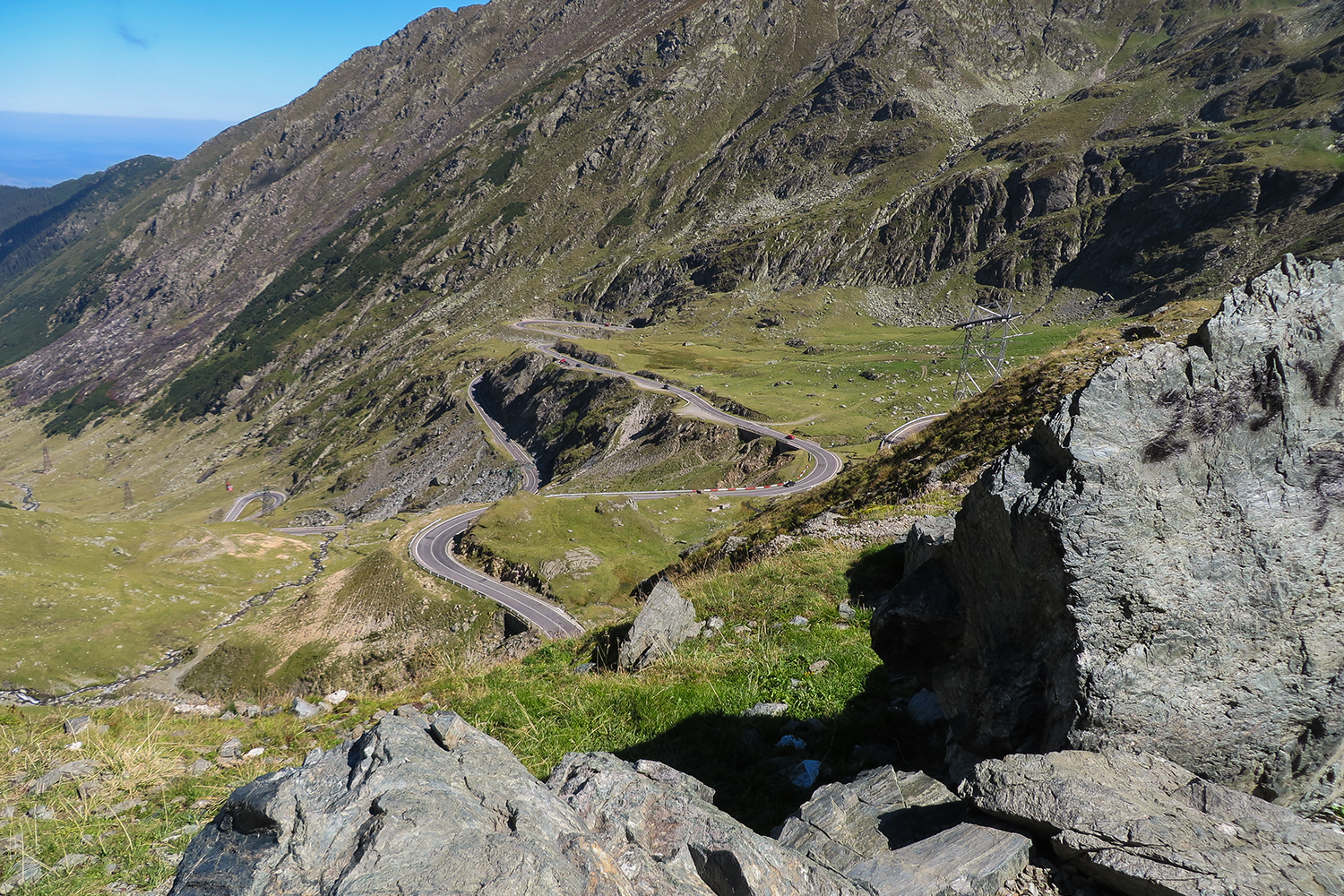
Pohled na severní stranu
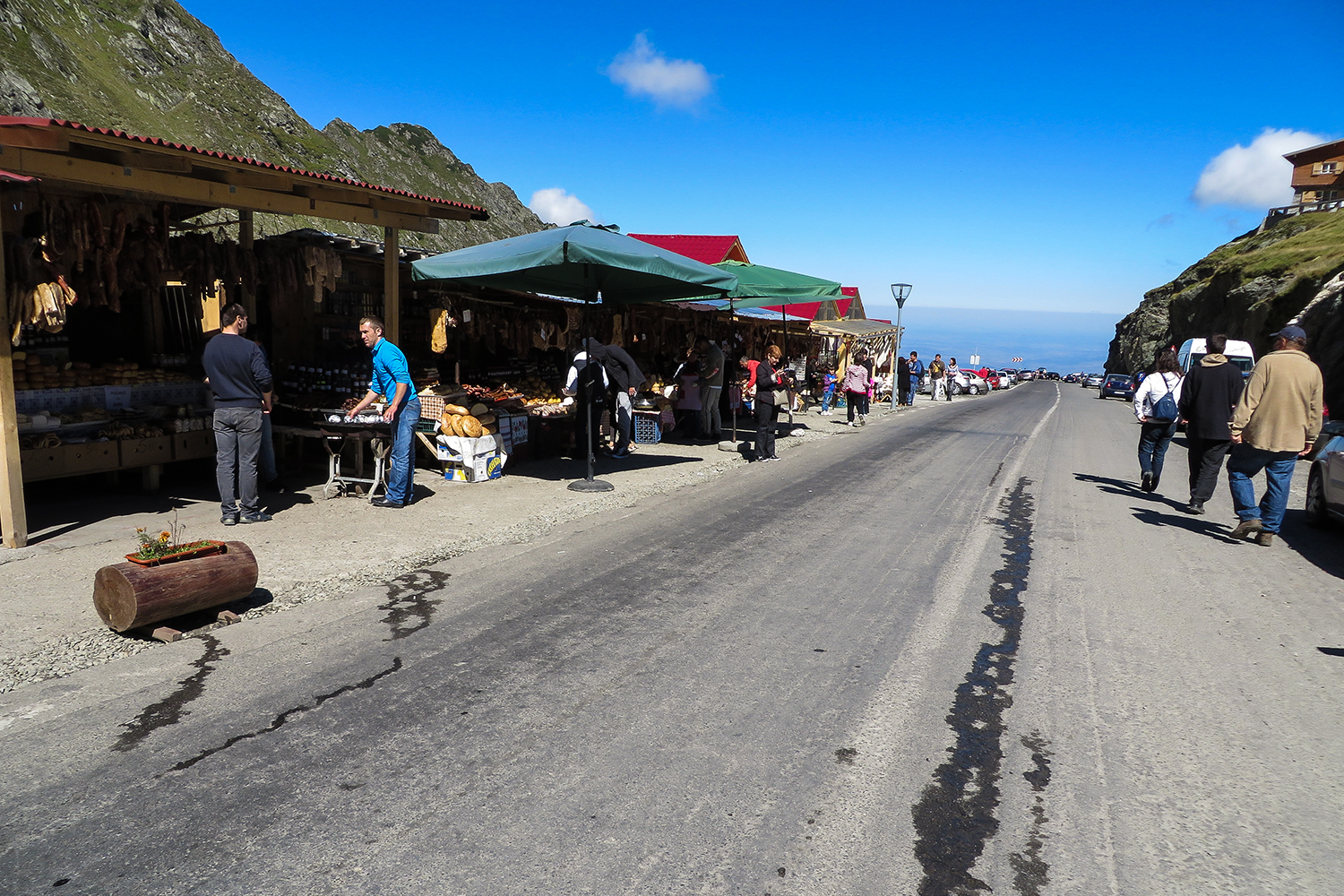
Stánky na vrcholu silnice